# Industrieelektriker
Der Industrieelektriker ist ein seit 2009 staatlich anerkannter industrieller Ausbildungsberuf in Deutschland nach dem Berufsbildungsgesetz.

## Ausbildungsdauer und Struktur
Die Ausbildungszeit zum Industrieelektriker beträgt in der Regel zwei Jahre. Die Ausbildung erfolgt an den Lernorten Betrieb und Berufsschule.
Der Beruf verfügt über die beiden Fachrichtungen
- Betriebstechnik sowie
- Geräte und Systeme.

Die Ausbildungsordnung ist in Zeitrahmen strukturiert, d. h. die Vermittlung der fachrichtungsspezifischen Inhalte erfolgt integrativ mit den Kernqualifikationen des Berufes und nicht, wie früher üblich, nacheinander.

## Arbeitsgebiete
Industrieelektriker arbeiten in der  Metall- und Elektroindustrie, in der Automobilindustrie, aber auch bei Energieversorgungsunternehmen oder Anlagenbauern. Sie sind  Elektrofachkräfte im Sinne der Unfallverhütungsvorschriften.

## Berufliche Fähigkeiten
Im Zuge der Neuordnung im Jahr 2009 haben Sachverständige aus der Praxis die beruflichen Fähigkeiten von Industrieelektrikern in einem Ausbildungsprofil beschrieben:
Industrieelektriker (beide Fachrichtungen)
- sind Elektrofachkräfte im Sinne der Unfallverhütungsvorschriften,
- bearbeiten, montieren und verbinden mechanische Komponenten und elektrische Betriebsmittel,
- prüfen und analysieren elektrische Funktionen und Systeme,
- führen Funktions- und Sicherheitsprüfungen durch,
- führen qualitätssichernde Maßnahmen durch,
- berücksichtigen die Vorgaben des Umweltschutzes, der Arbeitssicherheit und der Wirtschaftlichkeit,
- dokumentieren die Produktionsdaten und
- stimmen sich mit vor- und nachgelagerten Bereichen ab.

Industrieelektriker in der Fachrichtung Betriebstechnik (zusätzlich)
- installieren elektrische Systeme und Anlagen,
- nehmen diese in Betrieb, betreiben sie und führen an ihnen Wartungsarbeiten durch,
- beurteilen die Sicherheit von elektrischen Anlagen und Betriebsmitteln,

Industrieelektriker der Fachrichtung Geräte und Systeme (zusätzlich)
- stellen elektronische Komponenten, Geräte und Systeme nach Kundenanforderungen her und nehmen sie in Betrieb,
- installieren und konfigurieren IT-Systeme,

## Zwischen- und Abschlussprüfung
In der Ausbildung findet eine Zwischen- und Abschlussprüfung statt.

### Zwischenprüfung
Der Industrieelektriker absolviert zum Beginn des zweiten Ausbildungsjahres eine Zwischenprüfung, um den Leistungsstand des Auszubildenden feststellen zu können. Sie besteht aus der Bearbeitung von schriftlichen Aufgaben, die in 90 Minuten zu lösen sind.
Der Industrieelektriker weist nach, dass er auf Grundlage messtechnischer Unterlagen und unter Zuhilfenahme technischer Dokumentationen die Funktionsfähigkeit und Sicherheit eines Anlagenteils analysieren und bewerten kann.

### Abschlussprüfung
Durch die Abschlussprüfung wird die berufliche Handlungskompetenz der Industrieelektriker festgestellt.
Die Abschlussprüfung besteht aus insgesamt vier Prüfungsbereichen:
1. Prüfungsbereich „Arbeitsauftrag“
2. Prüfungsbereich „Elektrische Sicherheit“
3. Prüfungsbereich „Schaltungs- und Funktionsanalyse“
4. Prüfungsbereich „Wirtschafts- und Sozialkunde“

#### Prüfungsbereich „Arbeitsauftrag“
Der Auszubildende soll in diesem Prüfungsbereich in der Fachrichtung Betriebstechnik nachweisen, dass er
technische Unterlagen auswerten, technische Parameter bestimmen, Arbeitsabläufe planen und abstimmen, Material und Werkzeug disponieren,
Anlagenteile montieren, demontieren, verdrahten, verbinden und konfigurieren, Sicherheitsregeln, Unfallverhütungsvorschriften und Umweltschutzbestimmungen einhalten,
die Sicherheit von elektrischen Anlagen und Betriebsmitteln beurteilen, elektrische Schutzmaßnahmen prüfen,
elektrische Systeme analysieren und Funktionen prüfen, Fehler suchen und beseitigen, Betriebswerte einstellen und messen,
Produkte in Betrieb nehmen, übergeben und erläutern, Auftragsdurchführung dokumentieren, technische Unterlagen, einschließlich Prüfprotokolle, erstellen kann.
Der Auszubildende soll in diesem Prüfungsbereich in der Fachrichtung Geräte und Systeme nachweisen, dass er
technische Unterlagen auswerten, technische Parameter bestimmen, Arbeitsabläufe planen und abstimmen, Material und Werkzeug disponieren,
Komponenten montieren, demontieren, verdrahten, verbinden und konfigurieren, Sicherheitsregeln, Unfallverhütungsvorschriften und Umweltschutzbestimmungen einhalten,
die Sicherheit von elektrischen Anlagen und Betriebsmitteln beurteilen, elektrische Schutzmaßnahmen prüfen,
elektrische Systeme analysieren und Funktionen prüfen, Fehler suchen und beseitigen,
Produkte in Betrieb nehmen, übergeben und erläutern, Auftragsdurchführung dokumentieren, technische Unterlagen, einschließlich Prüfprotokolle, erstellen kann.
In beiden Fachrichtungen führt der Auszubildende in acht Stunden eine komplexe Arbeitsaufgabe durch, die mit situativen Gesprächsphasen von höchstens 10 Minuten und schriftlichen Aufgabenstellungen angereichert ist. Die Bearbeitung der schriftlichen Aufgabenstellungen soll maximal 90 Minuten beanspruchen.

#### Prüfungsbereich „Elektrische Sicherheit“
In diesem Prüfungsbereich soll der Auszubildende nachweisen, dass er
Auftragsabläufe planen und abstimmen, Schaltpläne nutzen, Teilaufgaben festlegen, Arbeitsabläufe und Zuständigkeiten am Einsatzort berücksichtigen,
eine Erst- oder Wiederholungsprüfung an einem elektrischen Gerät durchführen und
eine Erst- oder Wiederholungsprüfung an einer elektrischen Anlage durchführen,
Fehler und Mängel systematisch suchen und feststellen,
Mess- und Prüfprotokolle anfertigen und die Sicherheit elektrischer Anlagen und Geräte bewerten kann.
Um diesen Nachweis zu erbringen, soll er in fünf Stunden einen betrieblichen Auftrag durchführen, der mit praxisbezogenen Unterlagen dokumentiert wird. Anschließend führt er ein Fachgespräch von maximal 20 Minuten Dauer mit dem Prüfungsausschuss.
Durch die Festlegung der nachzuweisenden Kompetenzen ist der Spielraum für die Auswahl des betrieblichen Auftrags im Gegensatz zu anderen industriellen Elektroberufen, wie z. B. dem Elektroniker für Automatisierungstechnik eher gering. In der Praxis kommt hier eine standardisierte Erst- oder Wiederholungsprüfung zum Tragen.

#### Prüfungsbereich „Schaltungs- und Funktionsanalyse“
In diesem Prüfungsbereich bearbeitet der Auszubildende in maximal 90 Minuten schriftliche Aufgaben. Dabei soll er nachweisen, dass er
Sicherheitsregeln und Unfallverhütungsvorschriften anwenden,
die Prüfung von Schutzmaßnahmen an einer elektrischen Anlage und an einem elektrischen Gerät darstellen und bewerten,
Schaltungsunterlagen und Dokumentationen auswerten, funktionelle Zusammenhänge analysieren,
Signale an Schnittstellen funktionell zuordnen und Fehlerursachen bestimmen kann.

#### Prüfungsbereich „Wirtschafts- und Sozialkunde“
Der Auszubildende soll in diesem Prüfungsbereich in 60 Minuten nachweisen, dass er allgemeine wirtschaftliche und gesellschaftliche Zusammenhänge der Berufs- und Arbeitswelt darstellen und beurteilen kann.

#### Gewichtung der Prüfungsbereiche
Die Prüfungsbereiche werden wie folgt gewichtet:
| Arbeitsauftrag                   | 50 Prozent |
| Elektrische Sicherheit           | 20 Prozent |
| Schaltungs- und Funktionsanalyse | 20 Prozent |
| Wirtschafts- und Sozialkunde     | 10 Prozent |

#### Bestehensregelung
Um die Prüfung zu bestehen, müssen die Leistungen des Auszubildenden
1. im Gesamtergebnis mindestens „ausreichend“,
2. im Prüfungsbereich „Elektrische Sicherheit“ mindestens „ausreichend“,
3. im Prüfungsbereich „Schaltungs- und Funktionsanalyse“ mindestens „ausreichend“,
4. in keinem Prüfungsbereich „ungenügend“

bewertet worden sein.
Eine mündliche Ergänzungsprüfung von etwa 15 Minuten Dauer ist in den Prüfungsbereichen möglich, in denen ausschließlich schriftliche Leistungen erbracht wurden. Voraussetzung ist, dass mit der Ergänzungsprüfung die Abschlussprüfung bestanden werden kann. Eine mündliche Ergänzungsprüfung zur Verbesserung der Note ist nicht möglich.

### Fortsetzung der Berufsausbildung
Wer seine Berufsausbildung zum Industrieelektriker erfolgreich abgeschlossen hat, kann sich entweder zum Meister oder Techniker fortbilden oder in einem verwandten Beruf seine Ausbildung fortsetzen:
1. als Industrieelektriker Fachrichtung Betriebstechnik im Ausbildungsberuf Elektroniker für Betriebstechnik,
2. als Industrieelektriker Fachrichtung Geräte und Systeme im Ausbildungsberuf Elektroniker für Geräte und Systeme.

Wenn sich der Auszubildende mit seinem Ausbildungsbetrieb einig wird, kann er die Berufsausbildung im dritten und vierten Ausbildungsjahr des jeweiligen Berufes fortsetzen. Er muss allerdings in diesem Fall beide Teile der gestreckten Abschlussprüfung ablegen. Eine Befreiung von Prüfungsteilen ist nicht möglich.
In den übrigen industriellen Elektroberufen kann die Ausbildung im zweiten Ausbildungsjahr fortgesetzt werden. Auch hier ist keine Anrechnung der bereits erbrachten Prüfungsleistungen als Industrieelektriker möglich.